# Distribució normal plegada
La distribució normal plegada és una distribució de probabilitat relacionada amb la distribució normal. Donada una variable aleatòria X distribuïda normalment amb mitjana μ i variància σ2, la variable aleatòria Y = |X| té una distribució normal plegada. Aquest cas es pot trobar si només es registra la magnitud d'alguna variable, però no el seu signe. La distribució s'anomena "plegada" perquè la massa de probabilitat a l'esquerra de x = 0 es plega prenent el valor absolut. En la física de la conducció de calor, la distribució normal plegada és una solució fonamental de l'equació de calor en el mig espai; correspon a tenir un aïllant perfecte en un hiperplà per l'origen.

## Definicions

### Densitat[3]
{\displaystyle f_{Y}(x;\mu ,\sigma ^{2})={\frac {1}{\sqrt {2\pi \sigma ^{2}}}}\,e^{-{\frac {(x-\mu )^{2}}{2\sigma ^{2}}}}+{\frac {1}{\sqrt {2\pi \sigma ^{2}}}}\,e^{-{\frac {(x+\mu )^{2}}{2\sigma ^{2}}}}}
per a x ≥ 0, i 0 en qualsevol altre lloc. Una formulació alternativa ve donada per
{\displaystyle f\left(x\right)={\sqrt {\frac {2}{\pi \sigma ^{2}}}}e^{-{\frac {\left(x^{2}+\mu ^{2}\right)}{2\sigma ^{2}}}}\cosh {\left({\frac {\mu x}{\sigma ^{2}}}\right)}}
on cosh és la funció hiperbòlica del cosinus. Es dedueix que la funció de distribució acumulada (CDF) ve donada per:
{\displaystyle F_{Y}(x;\mu ,\sigma ^{2})={\frac {1}{2}}\left[{\mbox{erf}}\left({\frac {x+\mu }{\sqrt {2\sigma ^{2}}}}\right)+{\mbox{erf}}\left({\frac {x-\mu }{\sqrt {2\sigma ^{2}}}}\right)\right]}
per a x ≥ 0, on erf() és la funció d'error. Aquesta expressió es redueix al CDF de la distribució mitja normal quan μ = 0.
La mitjana de la distribució plegada és llavors
{\displaystyle \mu _{Y}=\sigma {\sqrt {\frac {2}{\pi }}}\,\,\exp \left({\frac {-\mu ^{2}}{2\sigma ^{2}}}\right)+\mu \,{\mbox{erf}}\left({\frac {\mu }{\sqrt {2\sigma ^{2}}}}\right)}
o
{\displaystyle \mu _{Y}={\sqrt {\frac {2}{\pi }}}\sigma e^{-{\frac {\mu ^{2}}{2\sigma ^{2}}}}+\mu \left[1-2\Phi \left(-{\frac {\mu }{\sigma }}\right)\right]}
on {\displaystyle \Phi } és la funció de distribució acumulada normal:
{\displaystyle \Phi (x)\;=\;{\frac {1}{2}}\left[1+\operatorname {erf} \left({\frac {x}{\sqrt {2}}}\right)\right].}